# Matisia cuatrecasana
Matisia cuatrecasana är en malvaväxtart som beskrevs av Fern.Alonso. Matisia cuatrecasana ingår i släktet Matisia och familjen malvaväxter. Inga underarter finns listade i Catalogue of Life.